# Absentium ablegatus
Absentium ablegatus je latinský právní termín, který určoval postavení zástupce delegáta na uherském sněmu. Vznikl poté, co se v roce 1608 sněm rozdělil zákonem na horní a dolní tabuli. Vyslaný zástupce měl právo účastnit se jednání sněmu a vystoupit v rozpravě, neměl však hlasovací právo.